# Melita oregonensis
Melita oregonensis är en kräftdjursart som beskrevs av Jerry Laurens Barnard 1954. Melita oregonensis ingår i släktet Melita och familjen Melitidae. Inga underarter finns listade i Catalogue of Life.